# هولگر سیندینگ-لارسن
هولگر سیندینگ-لارسن (نروژی: Holger Sinding-Larsen; ۵ ژوئیهٔ ۱۸۶۹ – ۱۲ دسامبر ۱۹۳۸) معمار اهل نروژ بود.
از افتخارات وی میتوان به کسب مدال نقره معماری در بخش مسابقات هنری بازی‌های المپیک تابستانی ۱۹۲۰ اشاره کرد.